# Колода (міра об'єму)
Колода — міра об'єму сипучих речовин і меду, що була поширена в українських землях у XIV-XVIII ст.ст. Не мала єдиного метрологічного стандарту.
У Галичині, наприклад, було кілька її різновидів, зокрема, стрийський, львівський і дрогобицький. Поділялася на дві півколоди або 2 каді, 8 відер або 8 осьмачок. У Лівобережній Україні в XVIII ст. «колодкою» називався четверик. У деяких місцевостях він мав сталу місткість і вважався еталоном міри на торгах. Із четверика-колоди стягали ківш помірного податку — колодне поковшове.